# 塔特爾 (阿肯色州)
塔特爾（英語：Tuttle）是位於美國阿肯色州華盛頓縣的一個非建制地區。該地的面積和人口皆未知。

## 地理
塔特爾的座標為35°02′01″N 93°58′21″W / 35.03361°N 93.97250°W，而該地的平均海拔高度為381米（即1250英尺）。